# Joseph Clemens Weyhe
Joseph Clemens Weyhe (* 7. Mai 1807 in Düsseldorf; † 26. März 1871 in Engers/Neuwied) war ein Gärtner und Landschaftsarchitekt.

## Leben

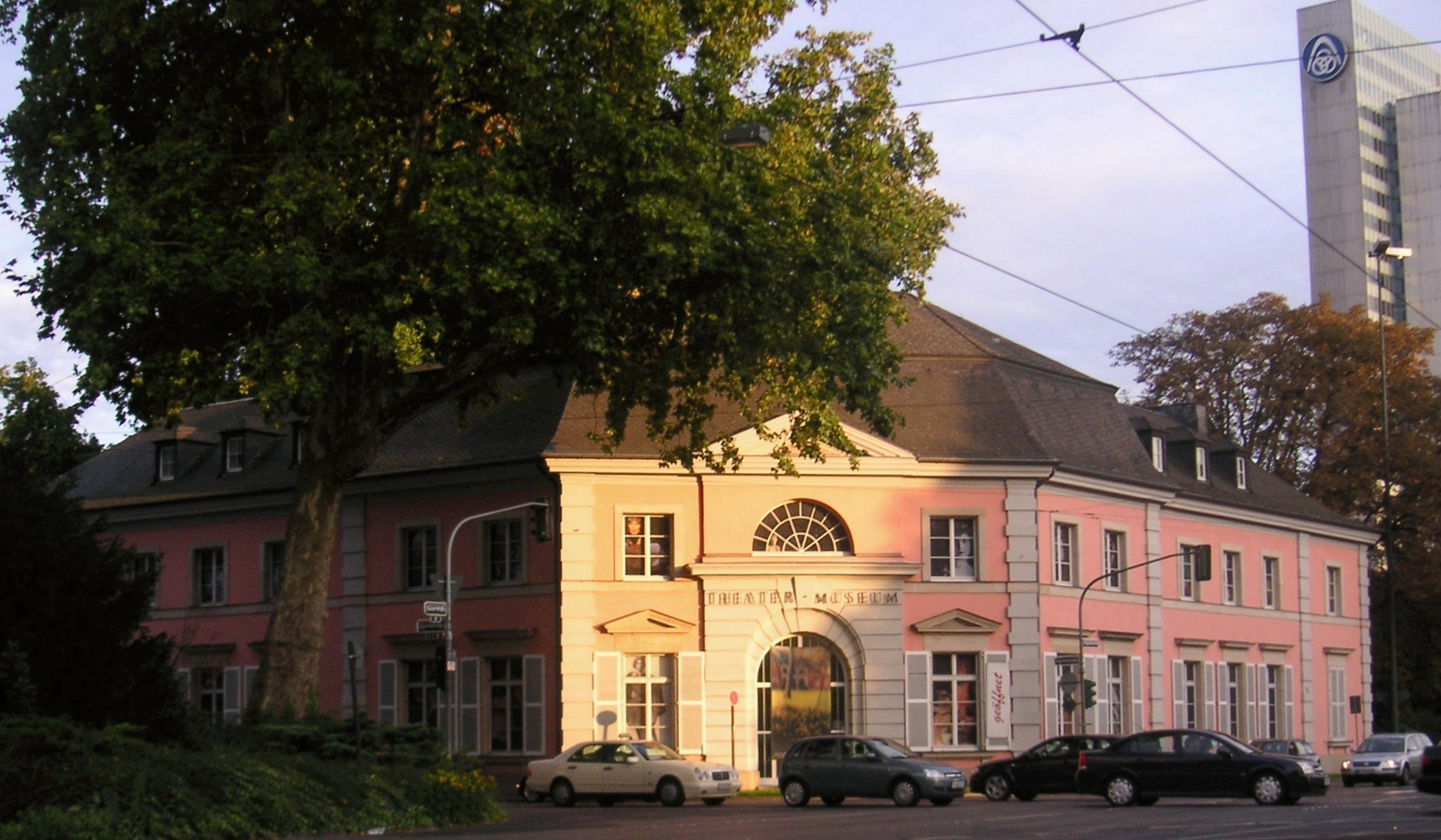
Düsseldorfer Hofgärtnerhaus, Weyhes Geburtshaus

Der Sohn des bekannten Düsseldorfer Gartenarchitekten Maximilian Friedrich Weyhe, Enkel von Joseph Clemens Weyhe (* 1749; † 1813) wurde im Düsseldorfer Hofgärtnerhaus geboren und erlernte den Beruf des Vaters und Großvaters. Neben einer praktischen Ausbildung besuchte er von 1822 bis 1827 die Düsseldorfer Akademie, um dort das Landschaftszeichnen zu erlernen. Einer seiner Lehrer war dort der Architekt Karl Friedrich Schäffer. Bereits während seiner Ausbildung zeichnete er 1825 den Belegungsplan des Golzheimer Friedhofs. Zwischen 1829 und 1832 konnte er seine Ausbildung mit einem Auslandsaufenthalt ausweiten.
Nach seiner Rückkehr unterstützte er seinen Vater. Dieser betreute hauptamtlich den Hofgarten in Düsseldorf, hatte aber auch Aufträge für Gärten in Kleve und Benrath auszuführen. Für diese Arbeiten nahm er gerne die Hilfe seiner Söhne Joseph Clemens und Wilhelm August in Anspruch. Die Zusammenarbeit der Familie blieb auch während der folgenden Jahre bestehen.
Nach den Arbeiten in Kleve ging Joseph Clemens 1833 nach Engers bei Neuwied, wo er eine Anstellung als Garteninspektor und Leiter der Landesbaumschule in Diensten der königlichen Regierung erhielt. Nachdem er sich von 1839 an wieder in Kleve aufhielt, übernahm er 1847 nach dem Tod seines Vaters dessen Stelle als königlicher Hofgartendirektor in Düsseldorf.

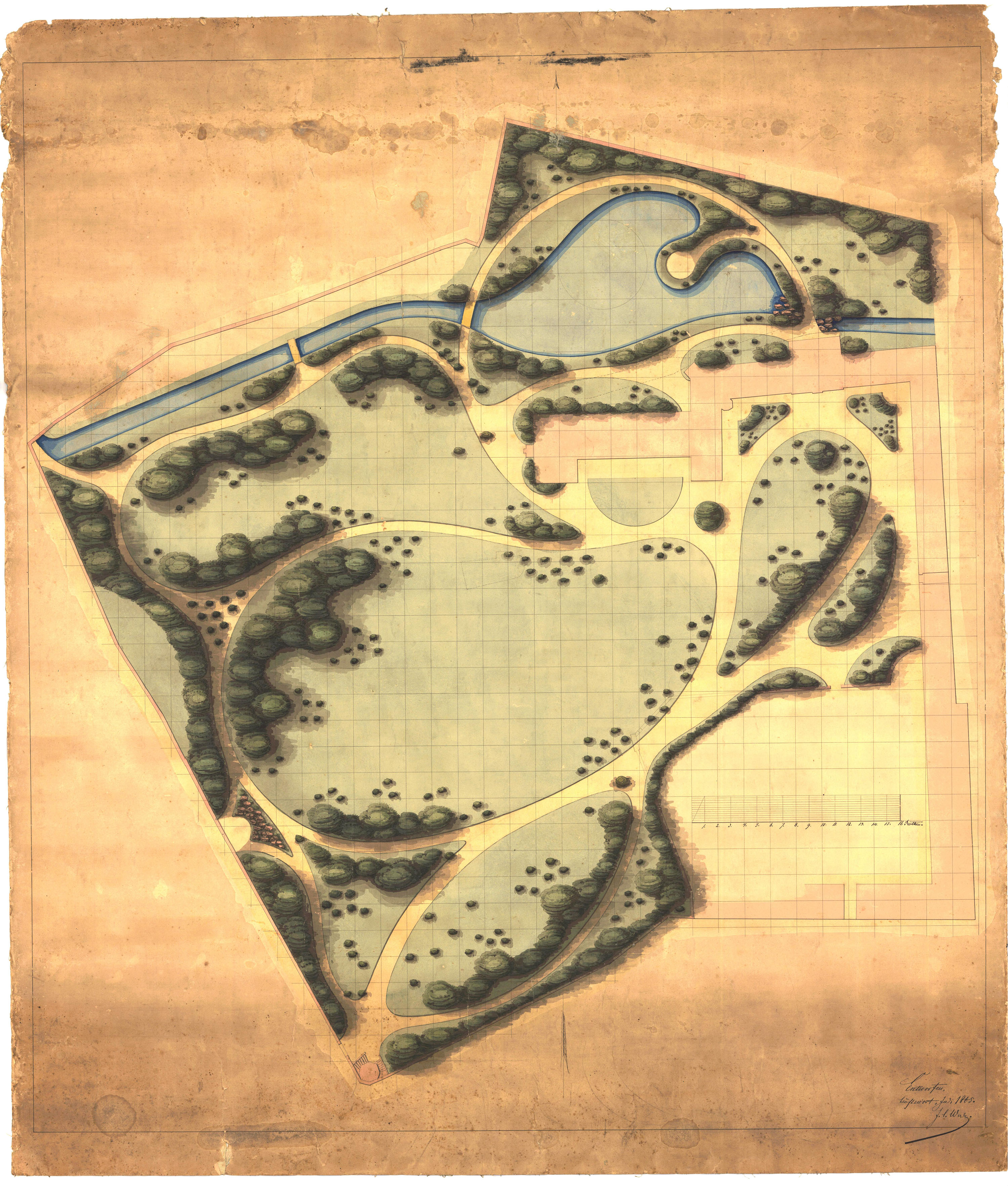
Gartenplan Haus Meer (1865)

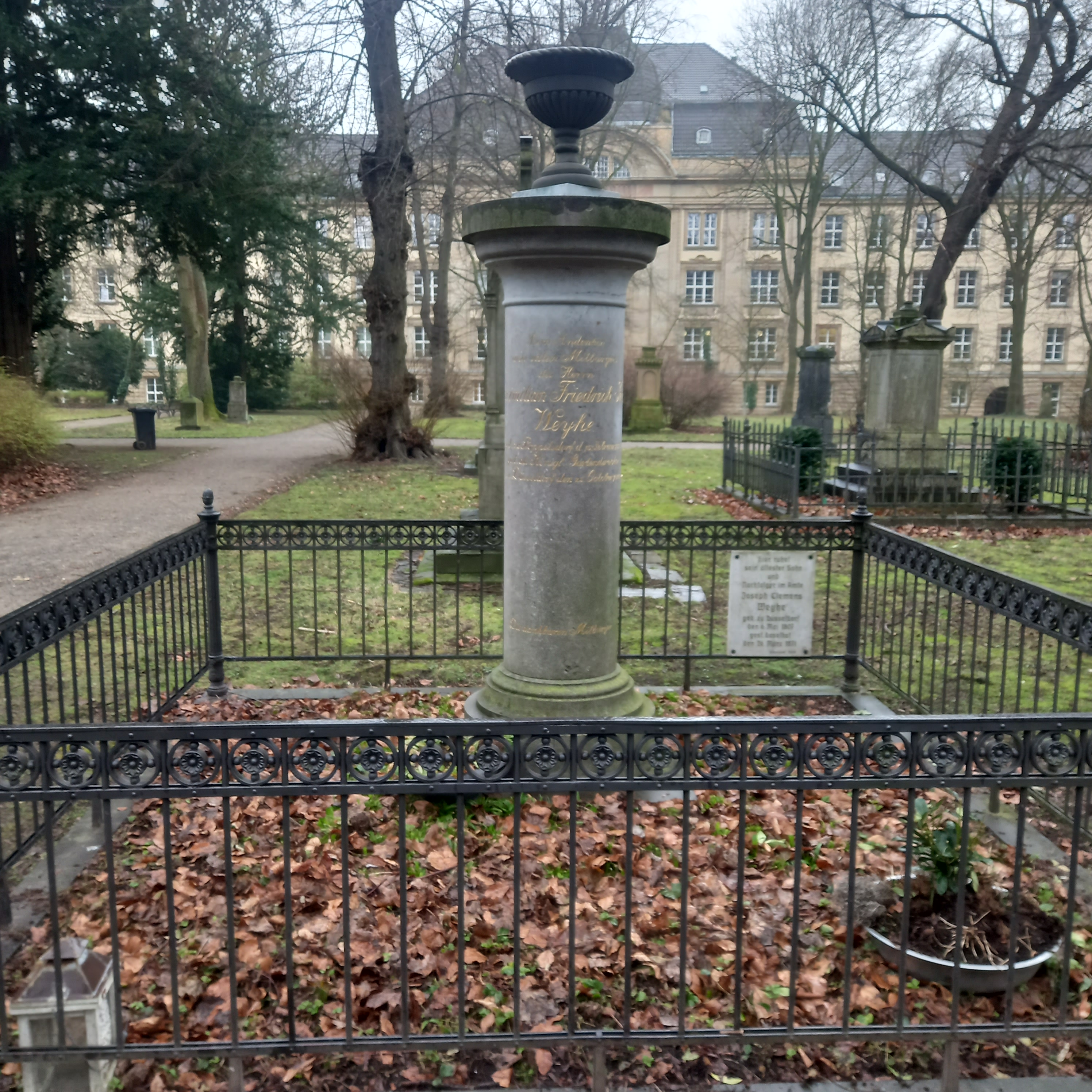
Das Grab von Joseph Clemens Weyhe im Familiengrab auf dem Golzheimer Friedhof in Düsseldorf

Er entwarf 1852 einen Umbau des botanischen Gartens rund um die Orangerie und gestaltete 1858 den vorderen Teil des Lantz’schen Parks. Er plante 1864 Umgestaltungen des Krefelder Ostwalls und 1865 für Friedrich Johann von der Leyen den Park von Haus Meer, das der Familie seit 1804 als Schloss diente und war 1866 an die Erweiterungsgestaltung des Müschparks in Aachen beteiligt.
Die ersten Pläne von Joseph Clemens orientierten sich noch sehr am Stil seines Vaters. Die Einzelbäume waren in den Aquarellen so detailgetreu gestaltet, dass jede Baumart eindeutig identifiziert werden konnte. In späteren Zeichnungen überwiegen die malerischen Ausprägungen. Bäume und Baumgruppen werden abstrakter dargestellt, sie erhalten einen abgestuft grauen Schatten, der Form und Wirkung der Pflanzen im Spätnachmittagslicht verdeutlicht. Als charakteristisch für seine Planungen gelten die heckenähnlichen Gehölze, die als Randbepflanzungen die Grenze der Gartenanlagen bildeten. Innerhalb der Anlagen setzte er Gehölzgruppen aus unterschiedlichen Gehölzarten ein, um verschiedene Sichtachsen zu bilden.
Die enge Zusammenarbeit mit seinem Vater führte dazu, dass einige Entwürfe und Planungen Maximilian Friedrich zugeschrieben wurden, obwohl sie von Joseph Clemens geschaffen wurden. So galt auch der Parkentwurf für das damalige Schloss Meer lange Zeit als Plan seines Vaters. Der Originalplan ist jedoch von Joseph Clemens signiert und wurde erst Jahre nach dem Tod seines Vaters gezeichnet.
Hauptquelle auf der Suche nach Werken Weyhes bildet das Manual über den Verkauf aus der Königlichen Baumschule zu Düsseldorf, das von 1848 bis 1870 die Klientel der Baumschule und die genauen Lieferdaten, Namen der Besteller sowie die Bestimmungsorte der Pflanzenlieferungen mit exakten Preisen und Stückzahlen aufführte.
Nachfolger Weyhes als Direktor der Düsseldorfer Gärten wurde 1871 der Benrather Hofgärtner Oscar Hering.